# Neîncrederea lui Toma

Neîncrederea Sfântului Toma de Caravaggio

Neîncrederea lui Toma este o atitudine sceptică a apostolului Toma, care a refuzat să creadă că Iisus a înviat și a apărut celorlalți zece apostoli, până când a putut vedea și simți rănile suferite de Iisus pe cruce. Termenul Toma Necredinciosul este folosit pentru a desemna un om sceptic care refuză să creadă fără o experiență personală directă.
Episodul respectiv, așa cum a fost relatat în Evanghelia după Ioan, este citit în biserici în Duminica Tomii, prima duminică de după Paști. Relatarea a fost reprezentată frecvent în artă, începând cel puțin din secolul al V-lea, reflectând o gamă largă de interpretări teologice.

## Relatările din Evanghelie

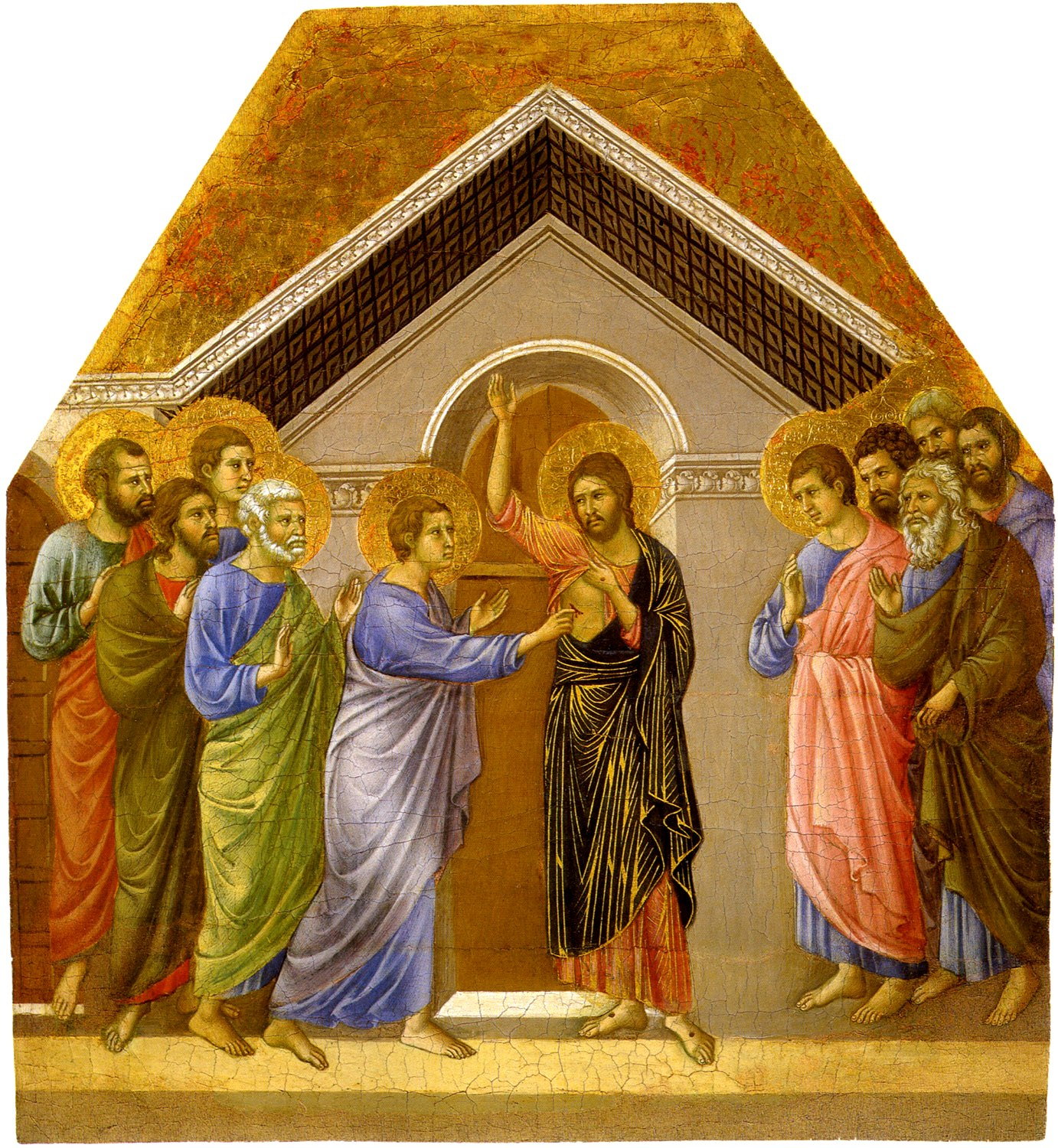
Duccio, un panou din seria Maestà

Acest episod este relatat doar în Evanghelia după Ioan și nu apare în cele trei Evanghelii sinoptice.
Traducerea textului în limba română (Ioan 20:24-29) este următoarea:
24. Iar Toma, unul din cei doisprezece, cel numit Geamănul, nu era cu ei când a venit Iisus.
25. Deci au zis lui ceilalți ucenici: Am văzut pe Domnul! Dar el le-a zis: Dacă nu voi vedea, în mâinile Lui, semnul cuielor, și dacă nu voi pune degetul meu în semnul cuielor, și dacă nu voi pune mâna mea în coasta Lui, nu voi crede.
26. Și după opt zile, ucenicii Lui erau iarăși înăuntru, și Toma, împreună cu ei. Și a venit Iisus, ușile fiind încuiate, și a stat în mijloc și a zis: Pace vouă!
27. Apoi a zis lui Toma: Adu degetul tău încoace și vezi mâinile Mele și adu mâna ta și o pune în coasta Mea și nu fi necredincios ci credincios.
28. A răspuns Toma și I-a zis: Domnul meu și Dumnezeul meu!
29. Iisus I-a zis: Pentru că M-ai văzut ai crezut. Fericiți cei ce n-au văzut și au crezut!
Cercetătorii biblici au remarcat că Ioan evită să spună dacă Toma chiar a pipăit rănile lui Isus. Înainte de Reforma Protestantă credința obișnuită, reflectată în reprezentări artistice, era că el a făcut acest lucru, ceea ce mulți autori catolici au continuat să creadă, în timp ce autorii protestanți s-au gândit adesea că el nu a făcut acest lucru.
Indiferent de răspunsul la întrebarea dacă Toma a simțit dovezile fizice ale Învierii lui Isus, interpretarea catolică a fost că, deși Isus afirmă superioritatea celor care au credință fără dovezi fizice, el a fost totuși dispus să-i arate rănile lui Toma și să-l lase să le simtă. Acest lucru a fost folosit de teologi ca o încurajare biblică pentru utilizarea experiențelor fizice, cum ar fi pelerinajele, venerarea moaștelor și ritualul în consolidarea convingerile creștine.
Teologii protestanți au subliniat declarația lui Isus cu privire la superioritatea „credinței”, deși teologul anglican Thomas Hartwell Horne, în lucrarea cunoscută Introduction to the Critical Study and Knowledge of the Holy Scriptures (publicată pentru prima dată în 1818) a tratat aprobator neîncrederea lui Toma, pe care a extins-o oarecum asupra celorlalți apostoli, ca o dovadă atât a veridicității evangheliilor, deoarece ar fi fost puțin probabil ca un „falsificator” să o fi inventat, cât și a propriei suspiciuni a apostolilor că învierea este imposibilă pentru a demonstra fiabilitatea lor ca martori. În scrierile timpurii, autorii gnostici au susținut foarte insistent că Toma nu l-a examinat de fapt pe Isus și au elaborat în acest sens relatări apocrife, încercând probabil să-i împingă pe oponenții lor negnostici în altă direcție.
Interpretarea teologică a acestui episod s-a concentrat pe faptul că el demonstrează realitatea învierii, dar în scrierile vechi din secolele al IV-lea și al V-lea sfinții Ioan Gură de Aur și Chiril al Alexandriei i s-a dat o interpretare euharistică, văzută ca o alegorie a sacramentului Euharistiei, ceea ce a rămas o temă recurentă în comentariul biblic.

## Reprezentări artistice

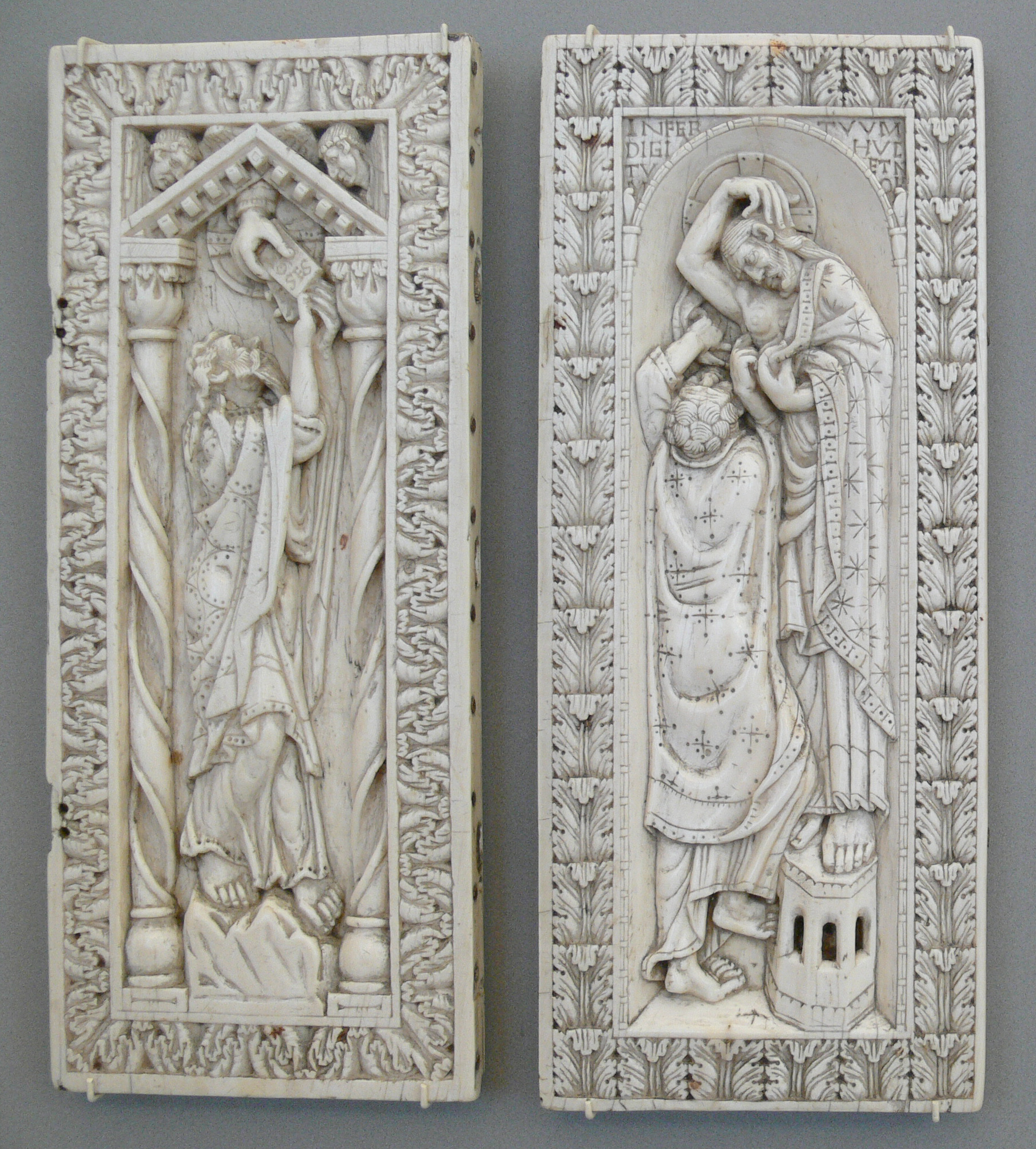
Diptic de fildeș ottonian

În artă acest subiect, numit Neîncrederea Sfântului Toma, a fost comun cel puțin începând din secolul al VI-lea, când apare pe mozaicuri din Bazilica Sant'Apollinare Nuovo din Ravenna și pe ampulele din Monza. În aceste reprezentări, ca și mai târziu în reprezentările baroce, subiectul, în mod normal, descris în mod normal cu Toma pipăind rana din coastă a lui Isus, a fost folosit pentru a sublinia importanța experiențelor fizice și a dovezilor pentru credincios, așa cum este descris mai sus. Mozaicul din Ravenna introduce motivul lui Isus ridicându-și mâna dreaptă pentru a descoperi rana din coastă; reprezentarea sa prezintă de multe ori, dar nu întotdeauna, rănile de la mâini și de multe ori și pe cele de pe picioare. 
Scena a fost folosită într-o serie de contexte în arta medievală, inclusiv în icoane bizantine. În cazul în care era loc erau reprezentați toți apostolii, iar acceptarea Învierii de către Toma este prezentată uneori cu Toma îngenuncheat și cu Isus binecuvântându-l. Această iconografie lasă neclar faptul dacă momentul reprezentat urmează examinării sau nu, dar sugerează probabil că nu, mai ales în arta protestantă. Începând din Evul Mediu târziu sunt reprezentate o serie de variante ale pozițiilor în care apar cele două persoane (vezi galerie foto). Reprezentarea „atingerii” tipice a format una dintre numeroasele scene plasate uneori în jurul centralei Răstignirea lui Isus și este una dintre scenele reprezentate pe Crucea lui Muiredach, precum și pe un basorelief din claustrul cu sculpturi în stil romanic din Mănăstirea Santo Domingo de Silos. În lucrări care prezintă perechi de scene din Vechiul și Noul Testament ea a fost asociată cu Iacov luptându-se cu îngerul, dar în dipticul ottonian de fildeș din secolul al X-lea este asociat cu Moise primind Legea, comparând atât cele două Testamente Biblice, cât și sprijinul pentru credință din ambele texte biblice și dovezile fizice.

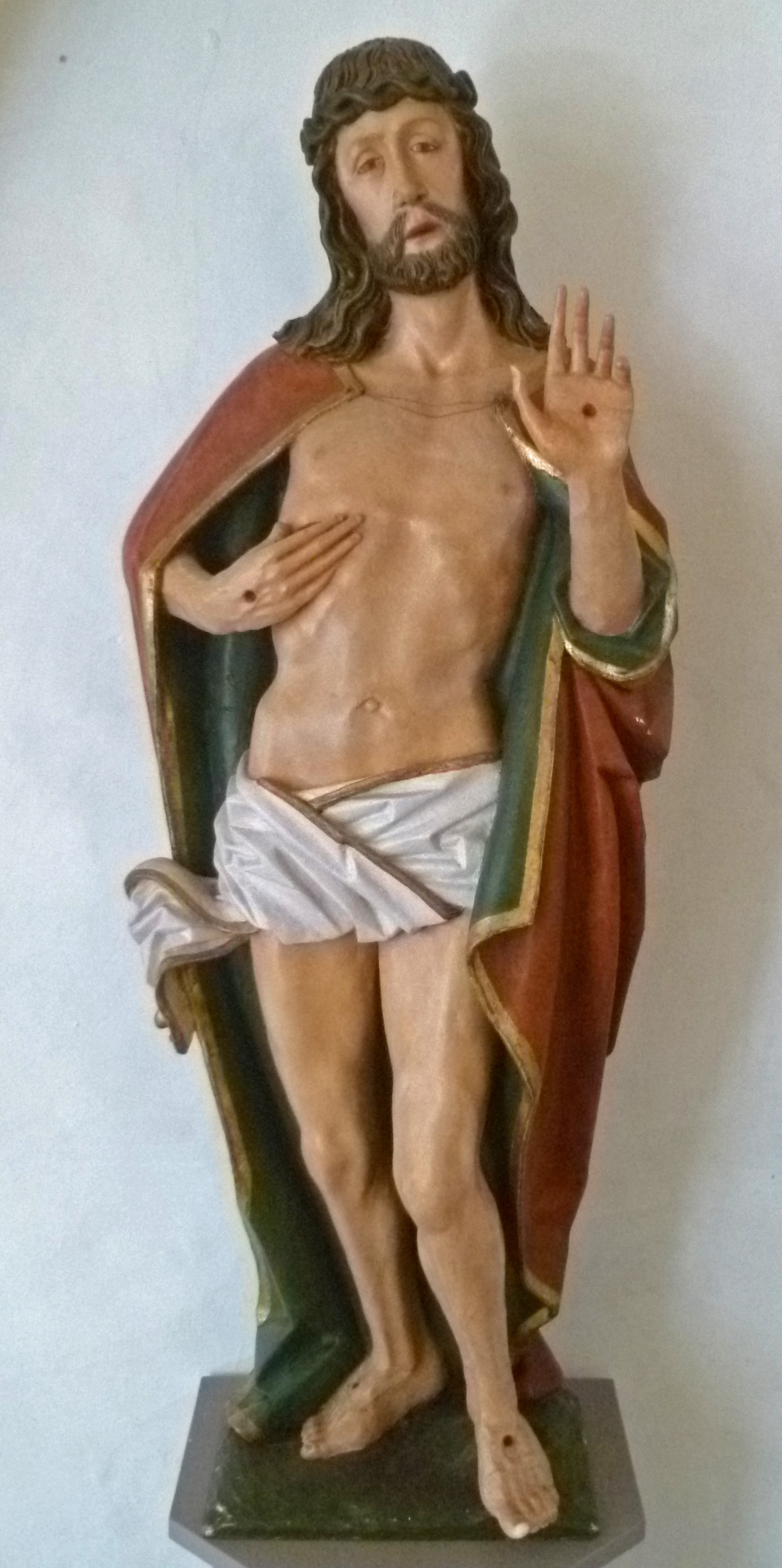
Ostentatio vulnerum

În Evul mediu târziu Isus cu o parte a hainei sale dată jos, arătându-și rana din coastă și celelalte patru răni (numită ostentatio vulnerum), a fost detașată de episodul neîncrederii lui Toma și transformată într-o reprezentare singulară a lui Isus, care își pune de multe ori propriile degete în rana din coasta sa. Această formă a devenit o trăsătură comună a reprezentărilor iconografice ale lui Isus și subiecte precum Judecata de Apoi (Catedrala din Bamberg are un exemplu timpuriu datând de prin 1235), Cristos în glorie, Omul durerii și Cristos cu Arma Christi, și a fost folosită pentru a accentua suferința lui Cristos, precum și faptul Învierii lui.
În epoca Renașterii celebra sculptură Cristos și Sf. Toma a lui Andrea del Verrocchio (1467-1483) pentru biserica Orsanmichele din Florența este cea mai cunoscută reprezentare; subiectul este rar în arta sculpturii. Această biserică a breslelor a găzduit, de asemenea, tribunale comerciale, iar prezentarea de dovezi fizice are o importanță deosebită în cadrul proceselor juridice, și sculptura a fost reprodusă pe multe alte clădiri din Toscana cu funcții judiciare. Familia Medici, implicată puternic în această comandă, a avut, de asemenea, o anumită asociere cu Sf. Toma, deși pictura lui Salviati pare să reflecte sentimentele anti-Medici din anii 1540. 
Subiectul s-a bucurat de o revitalizare a popularității în arta Contrareformei ca o afirmare a doctrinei catolice în fața respingerii de către protestanți a practicilor catolice pe care acest episod le-a sprijinit. În interpretarea catolică, deși Isus afirmă superioritatea celor care au credință fără dovezi fizice, el a fost totuși dispus să-și arate rănile lui Toma și să-l lase să le simtă. Neîncrederea Sfântului Toma a lui Caravaggio (c. 1601-1602) este acum cea mai faimoasă reprezentare (arătându-l în mod neobișnuit pe Toma la dreapta lui Isus), dar mai sunt multe altele, mai ales cele ale artiștilor Școlii caravaggiste din Utrecht, pictate într-un mediu protestant. Atât Rembrandt (Muzeul Pușkin), cât și Rubens (piesa centrală a Tripticului Rockox, Muzeul Regal de Arte Frumoase din Anvers) au pictat-o.

## Galerie

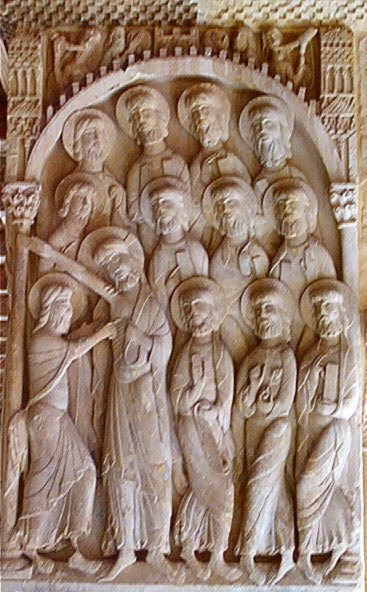
Relief în claustrul romanic al Abației Santo Domingo de Silos, c. 1150
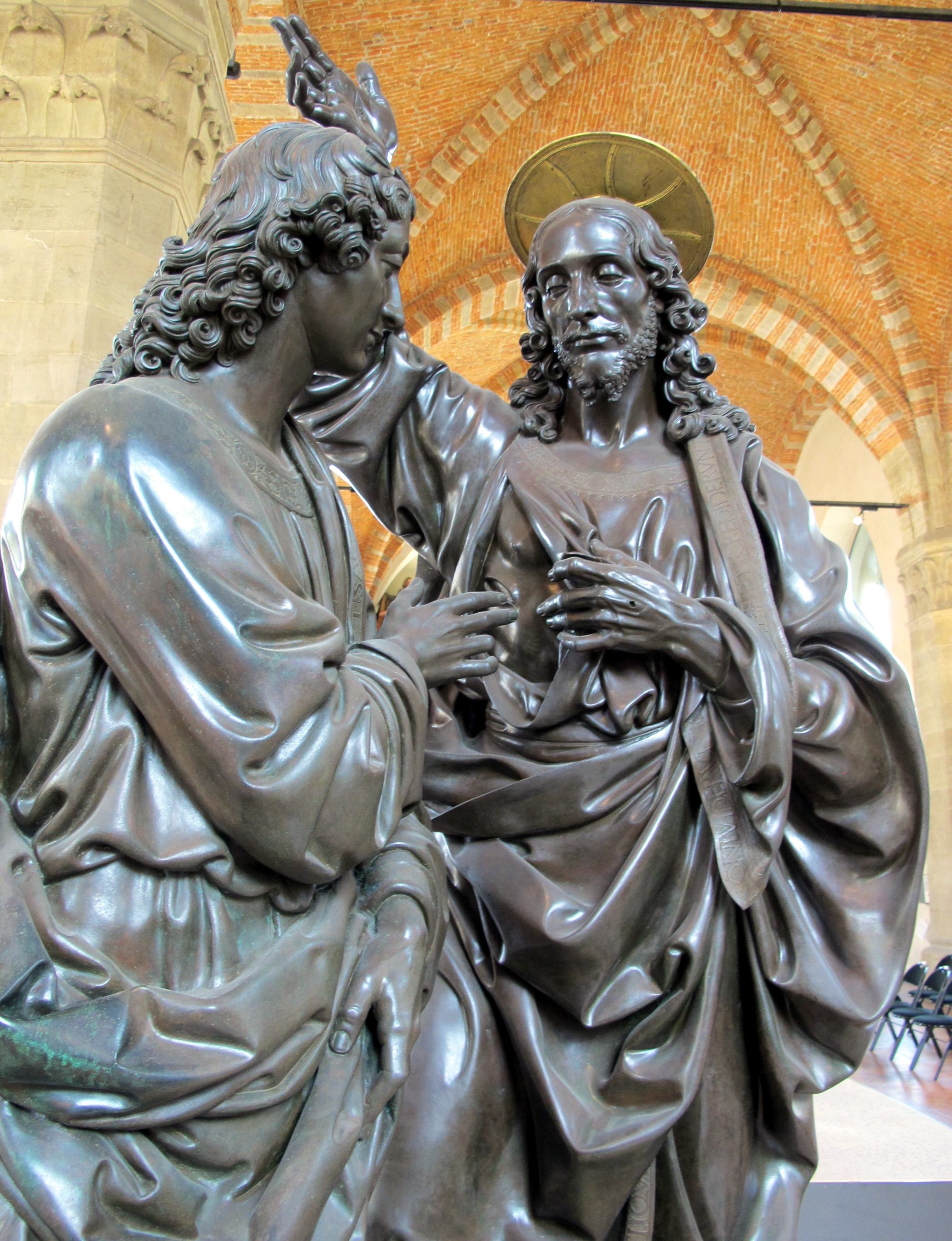
Cristos și Sf. Toma de Andrea del Verrocchio (1467–1483)
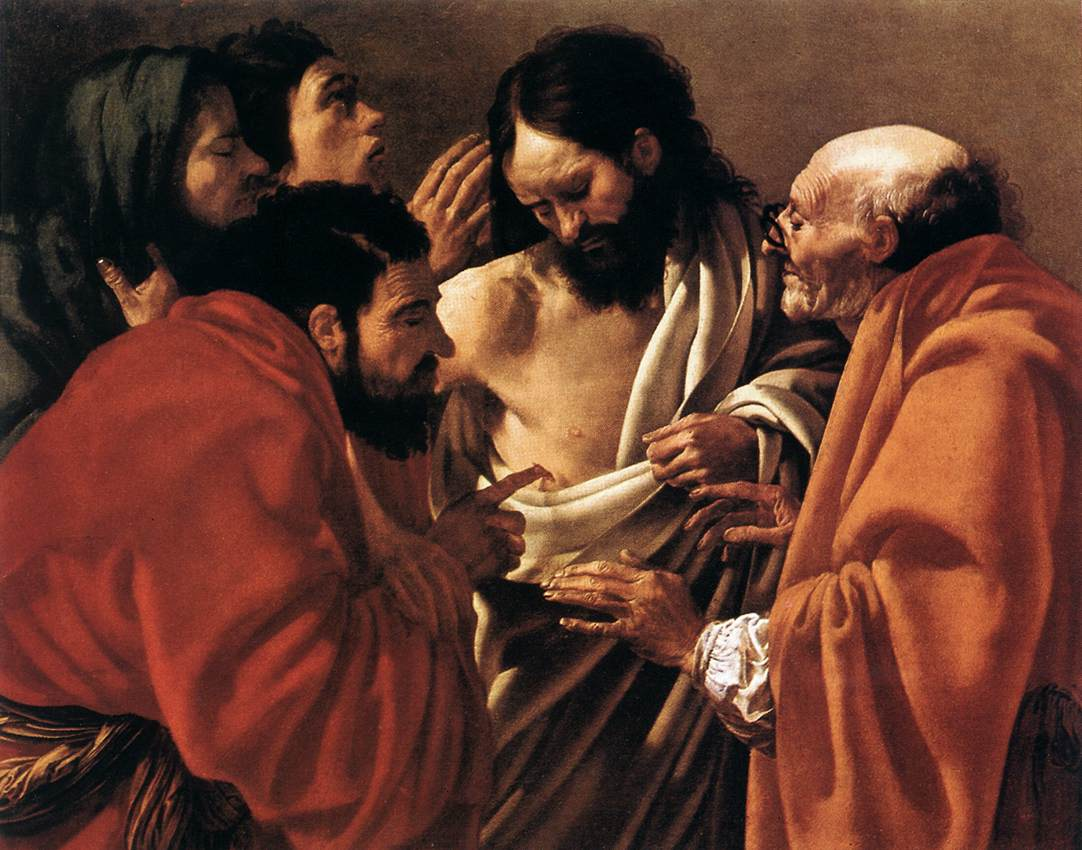
Hendrick ter Brugghen, c. 1622
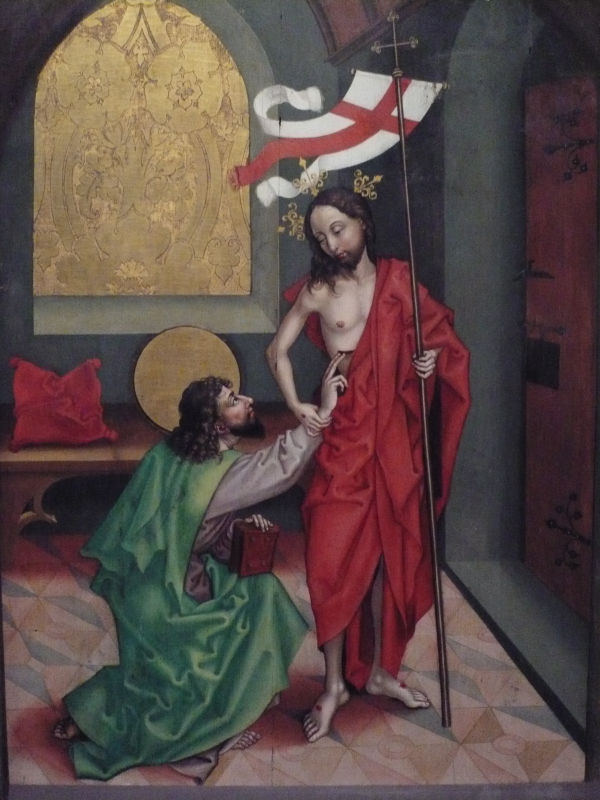
Îngenunchind și atingând, Martin Schongauer și atelierul lui, panou dintr-o piesă de altar de la sfârșitul secolului al XV-lea
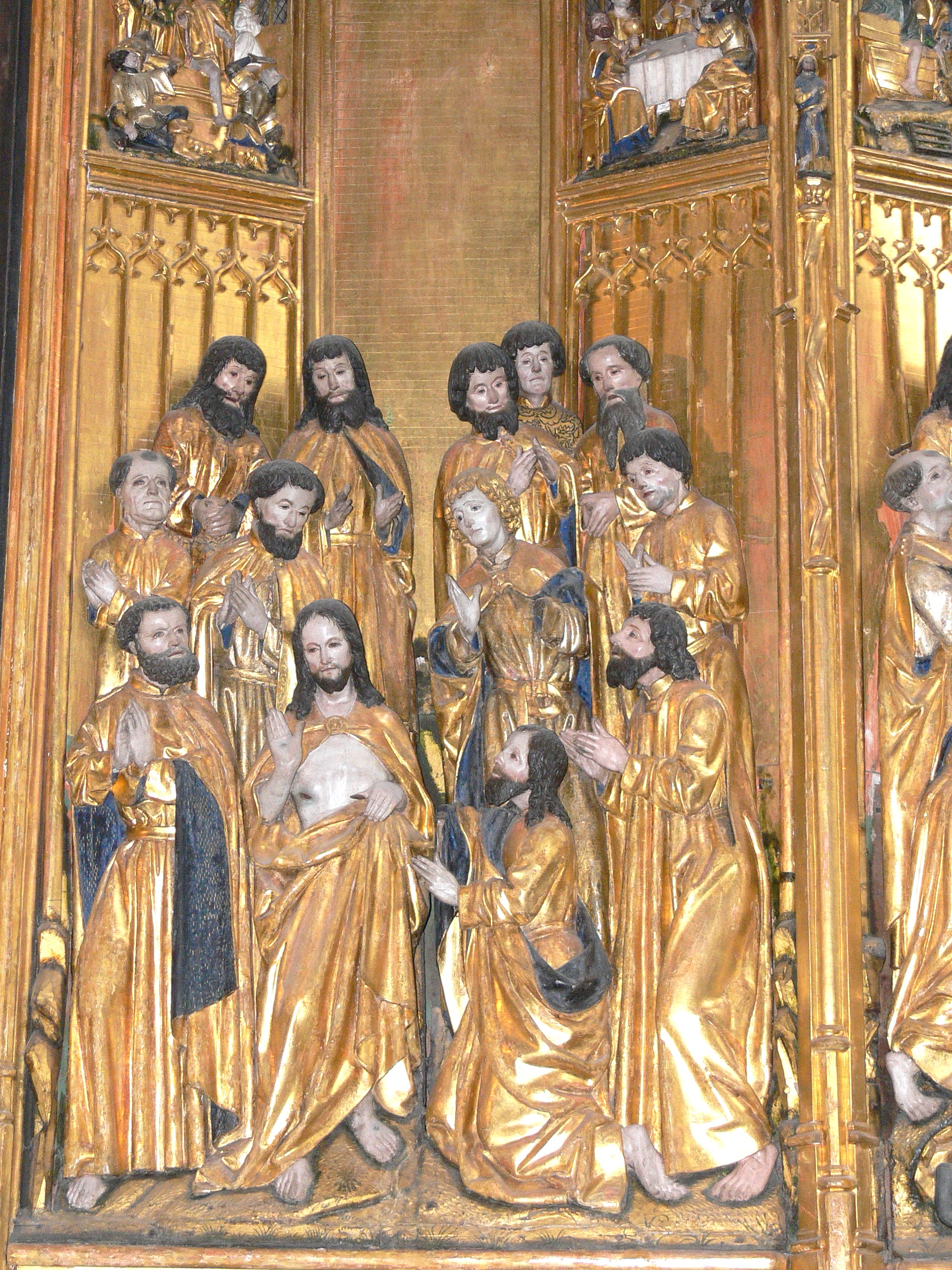
Îngenunchind și arătând, piesă de altar suedeză din lemn de la începutul secolului al XVI-lea, Catedrala Strängnäs
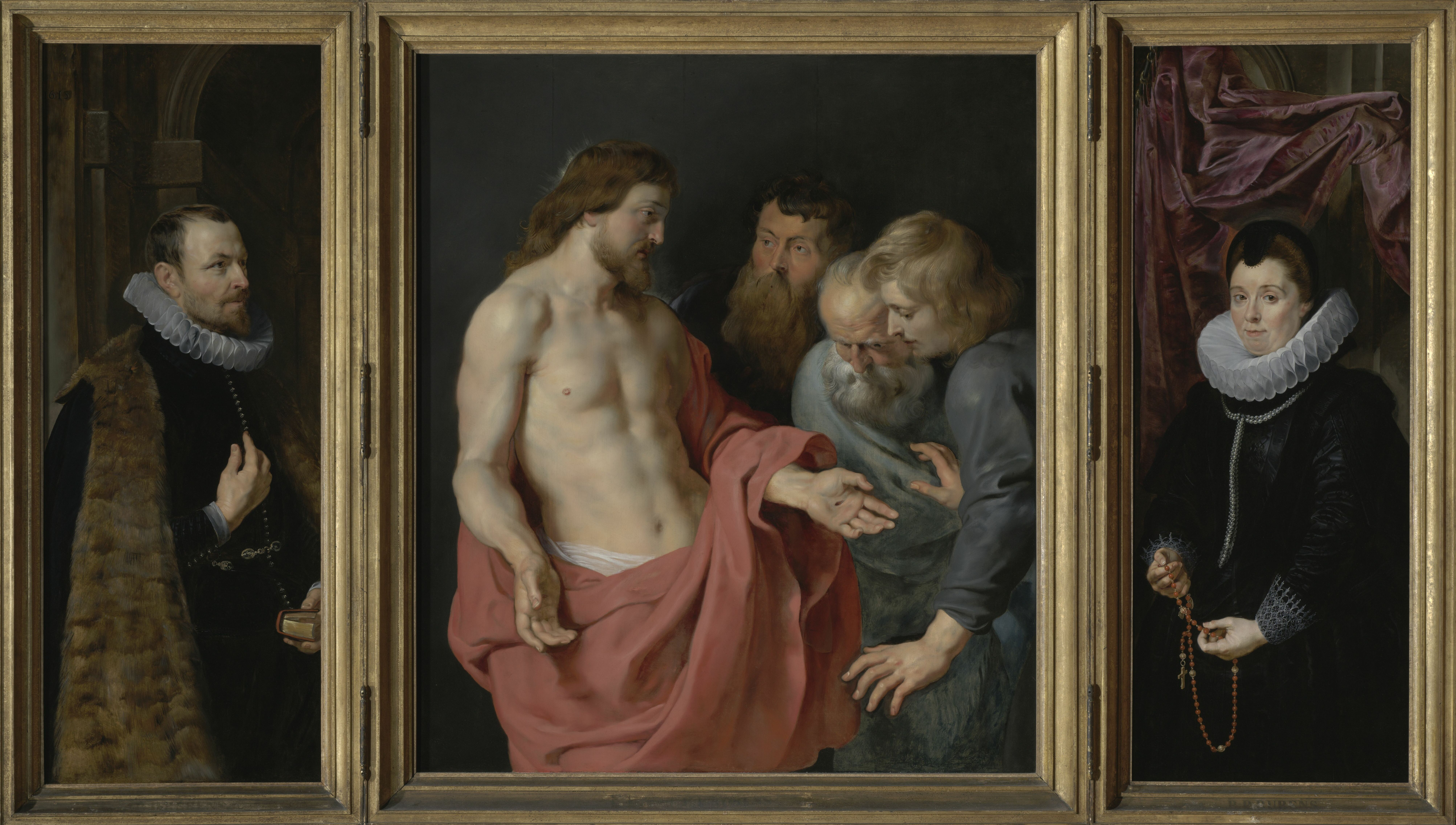
Rubens, Tripticul Rockox, arătând cu mâna către o rană „aproape invizibilă” pe partea „greșită”; cu portretele donatorului Nicolaas II Rockox și al soției lui.
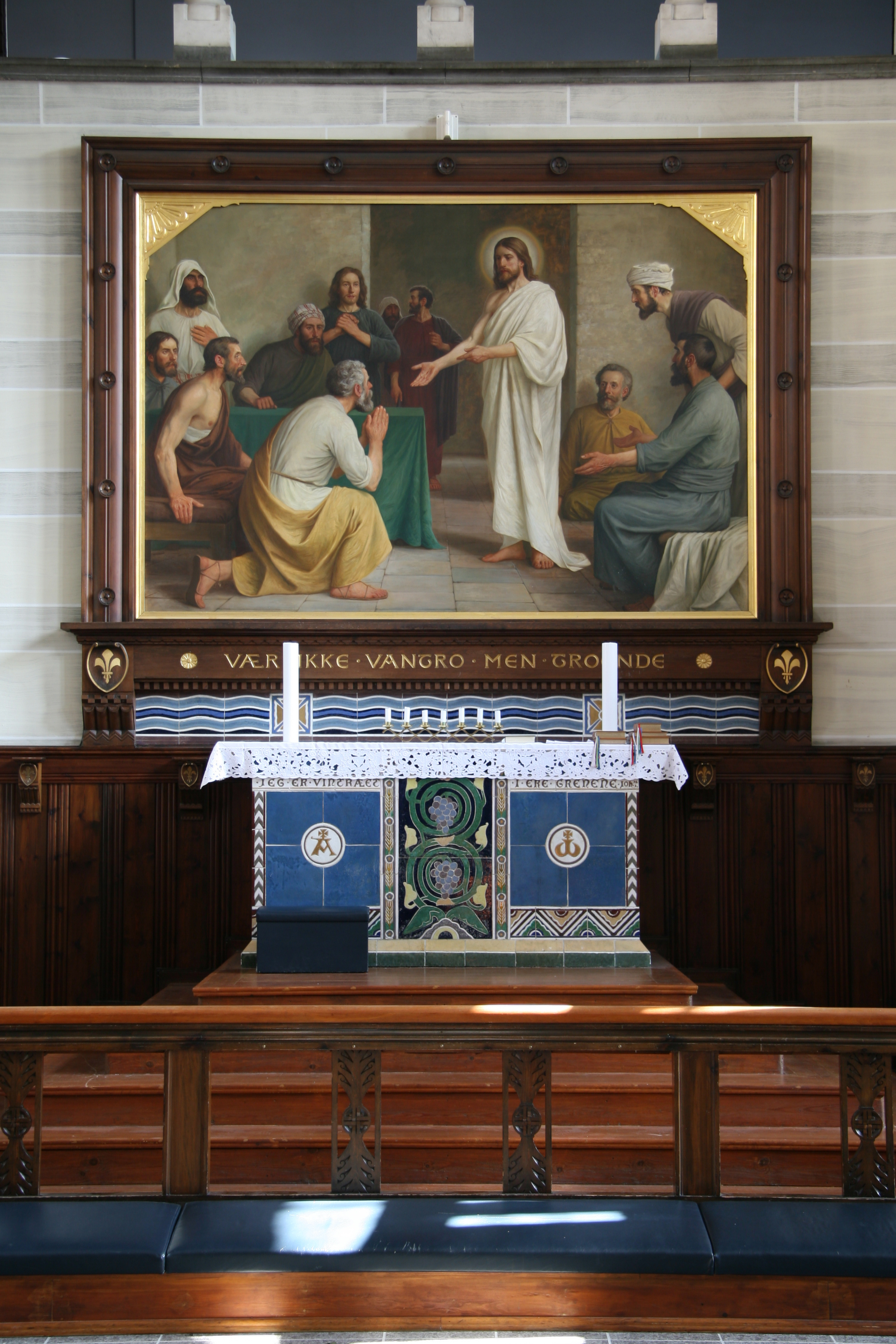
O compoziție luterană daneză din secolul al XIX-lea care nu arată atingerea
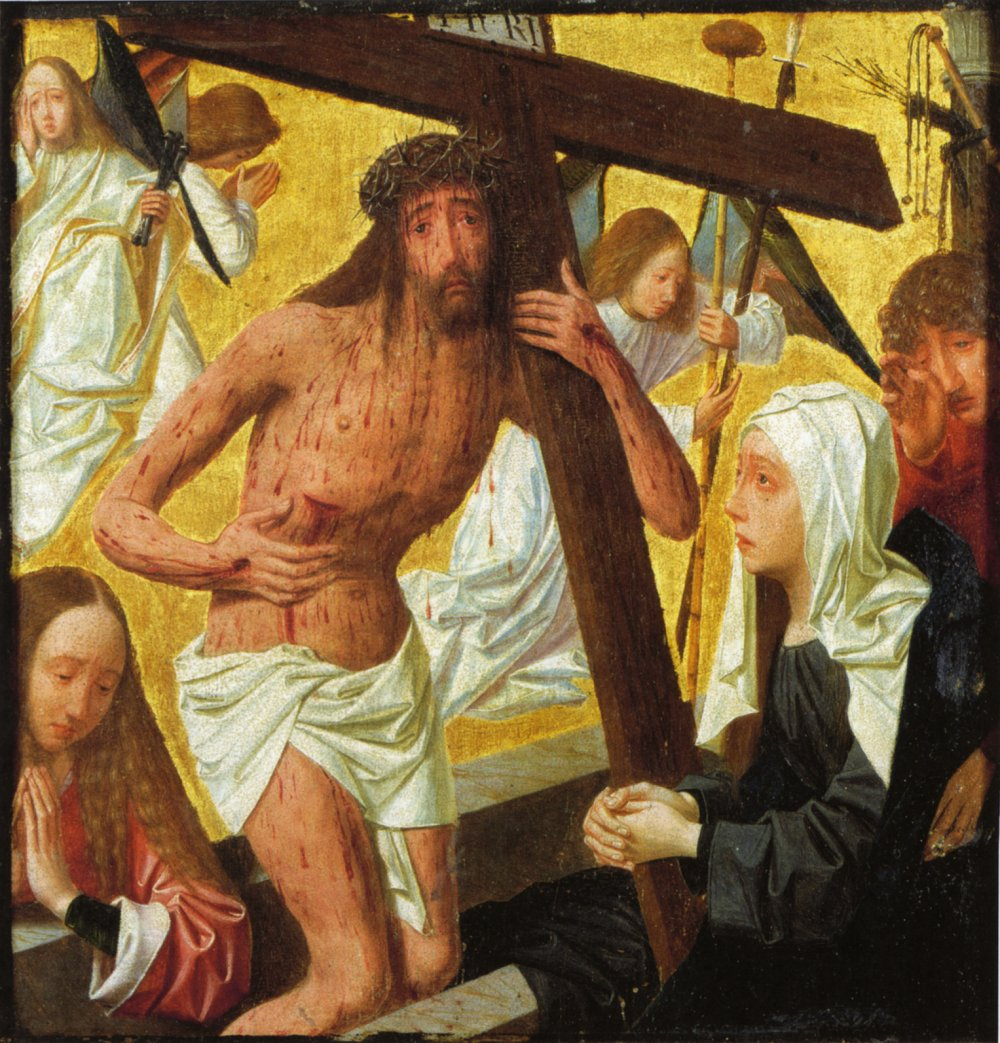
Ostentatio vulnerum într-o serie specială Omul durerilor realizată de Geertgen tot Sint Jans (c. 1485–1495)
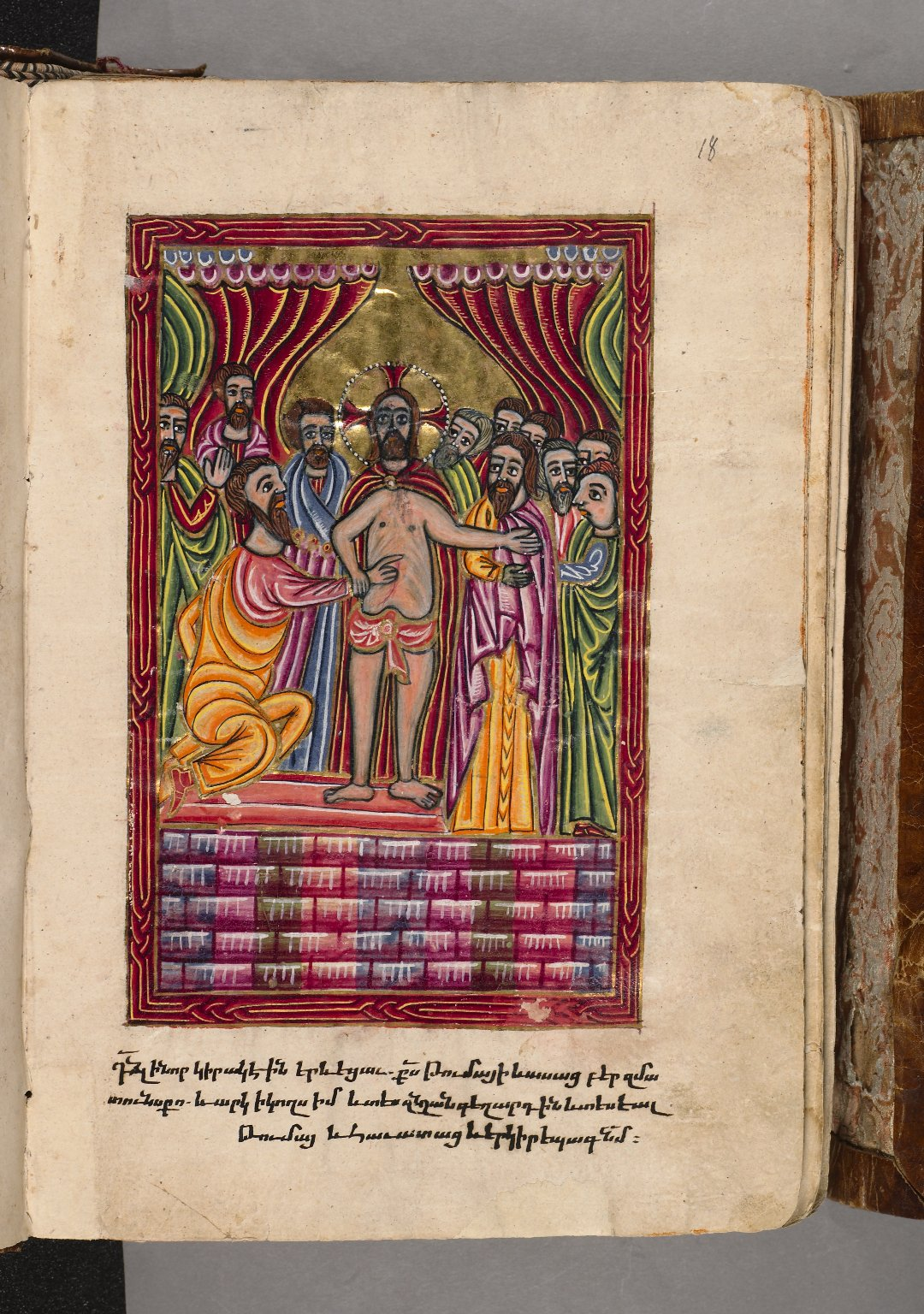
Dintr-un manuscris armenesc al Evangheliilor datat 1609, aflat în prezent la Biblioteca Bodleiană
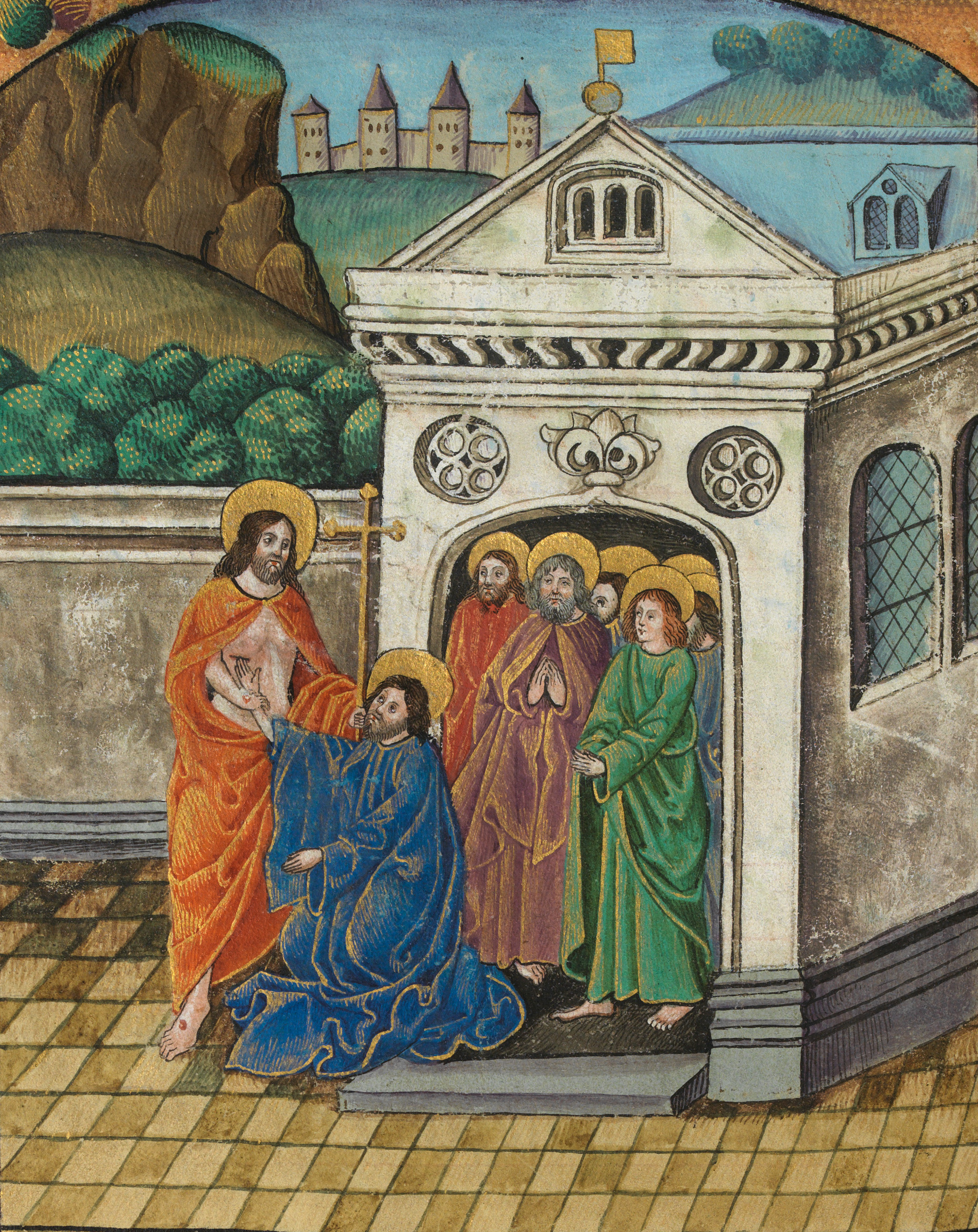
„Neîncrederea lui Toma” dintr-un vechi manuscris englezesc, c. 1504

## Dramă medievală
Natura dramatică a episodului a făcut ca el să fie reprezentat de multe ori în drame medievale care relatau povestea vieții lui Isus. El este relatat în piesa 41 a Ciclului de la York, ce datează probabil dintre 1463 și 1477 și are 195 de strofe de șase versuri. Alte cicluri mai scurte îl omit, iar Ciclul lui Chester îl prezintă în 70 de versuri.

## Legende
Episodul biblic a generat două legende sau povești medievale târzii, care apar, de asemenea, în artă.

### Brâul lui Toma
În această poveste, la Adormirea Maicii Domnului, la care au fost prezenți ceilalți apostoli, Toma a ratat din nou ocazia (fiind pe drumul de întoarcere din misiunea sa în India), astfel încât Fecioara Maria, conștientă de natura sceptică a lui Toma, i-a apărut în mod individual și i-a dat brâul (cingătoare textilă) pe care-l purta ca o dovadă fizică a ceea ce el a văzut. În alte versiuni, el este prezent la Adormirea Maicii Domnului, iar Fecioara i-a dat brâul în timp ce era ridicată la cer. Presupusul brâu (Sacra Cintola) este o relicvă păstrată în Catedrala din Prato, iar venerarea ei a fost considerată ca fiind utilă mai ales pentru femeile gravide. După ce Florența a preluat controlul asupra orașului Prato în 1350-1351, brâul a început să apară în arta florentină și este reprezentat în icoane ale Madonnei del Parto, figuri iconice care o arată pe Fecioara Maria, atunci când era gravidă.
Prima versiune a poveștii este numită Brâul Madonnei în artă. O piesă de altar realizată de Palma Vecchio, acum în Galeria Brera din Milano, prezintă o versiune intermediară, cu Toma grăbindu-se către ceilalți apostoli și cu Fecioara scoțându-și brâul. În alte lucrări Toma este reprezentat prinzând brâul ce cădea sau primind brâul.

### Neîncrederea lui Jerome
Sfântul Francisc de Assisi (1181/1182 – 1226) a avut o viziune în 1224, după care a dobândit stigmatele pe propriul său corp, suferind rănile lui Isus, pe care le-a păstrat până la moartea sa. Potrivit multor persoane care le-au văzut, rănile de pe mâinile și picioarele sale au fost ca și cum cuiele au rămas în loc, iar proiecțiile cuielor puteau fi mutate. Un biograf timpuriu al lui Francisc, Sfântul Bonaventura (1221 – 1274), a raportat că un soldat pe nume Jerome a fost sceptic și a încercat să mute „cuiele”. Jerome este reprezentat examinând picioarele lui Francisc în frescele din Capela Bardi de la Bazilica Santa Croce din Florența realizate de Giotto și de artiștii din atelierul său și apare în alte câteva lucrări artistice franciscane.